# Beni Ikhlef
Beni Ikhlef là một đô thị thuộc tỉnh Béchar, Algérie. Dân số thời điểm năm 2002 là 2.28 người.